# Carlos Fayt
Carlos Santiago Fayt (Salta, 1 de febrero de 1918-Buenos Aires; 22 de noviembre de 2016) fue un abogado, académico, político y juez argentino. Fue ministro de la Corte Suprema de Justicia de la Nación Argentina desde la restauración de la democracia en 1983 hasta el 2015, con 97 años.

## Biografía
Carlos Fayt nació el 1 de febrero de 1918 en el seno de una tradicional familia católica salteña, oriunda de la ciudad de Tartagal y de raíces sirio-libanesas y criollas, aunque con el paso de los años se hizo agnóstico. Su verdadero nombre era Carlos Santiago Moisés, y era hijo de Emilio Moisés Fayt ( que a su vez era hijo de Felisa Fayt y Santiago Moisés) y de Sara Pérez. El apellido original familiar era Moisés, y el apellido Fayt pertenecía a su abuela paterna.
El padre de Carlos, Emilio, llevaba como primer apellido Moisés y como segundo Fayt, de acuerdo a la tradición patronímica. Cuando Carlos Santiago Moisés se presentó ante la oficina pública para tramitar su libreta de enrolamiento (el DNI de la época), se produjo la transmutación: el apellido Moisés pasó a ser el segundo nombre de su padre, y adoptó como apellido el de su abuela, Fayt. Así quedó inscripto oficialmente como Carlos Santiago Fayt, nombre con el que luego haría su extensa carrera pública y judicial.
De ideología socialista, en su juventud estudió derecho. Su padre, Emilio Moisés Fayt, fue directivo de la Unión Sirio-libanesa de Salta. Si bien no era afín a las ideas peronistas, Fayt siempre se sintió interesado en estudiar el peronismo:

Mi tesis doctoral en la Universidad de Buenos Aires criticaba la reforma constitucional que aprobó Perón en 1949. Los jurados no me quisieron tomar el examen y tuve que escribir otra tesis. Pero, al margen de ese asunto, siempre me interesó estudiar el peronismo. Al fin de cuentas, yo enseñaba Ciencia Política. Además, siempre critiqué a los partidos -al peronismo y al radicalismo-, que compran votos. Por eso, en un libro de los años 40, en lugar de hablar de la soberanía argentina, hablé de la "sobornería" argentina. Yo, por mi parte, siempre admiré a los líderes socialistas Nicolás Repetto y Alfredo Palacios, pero me aparté del socialismo en el 58.

Escribió 35 libros a lo largo de su carrera, de los cuales tres los dedicó a la temática del peronismo, y una saga sobre Historia del Pensamiento Político, que abarca desde la Antigua Grecia hasta el siglo XX. No ocupó ningún cargo público hasta 1983 y durante los años anteriores ejerció la docencia en diversas universidades y fundaciones del país.
Entre 1963 y 1965 presidió la Asociación de Abogados de Buenos Aires. Fue por esos años que el entonces presidente Arturo Illia le ofreció la presidencia de la Corte Suprema, pero según él la rechazó porque le habían pedido aceptar públicamente la ampliación del número de jueces.
Durante los años de la última dictadura militar, tomó contacto con dirigentes radicales, y, el 21 de diciembre de 1983 con el retorno de la democracia, fue nombrado miembro de la Corte Suprema. Hasta 2015 se mantuvo en su cargo, durante 31 años, 11 meses y 21 días, y ostenta así el récord de permanencia como miembro de la Corte Suprema, anteriormente compartido con el juez Enrique Petracchi, que se mantuvo  entre 1983 y su fallecimiento en 2014. 
En 2003 fue designado presidente de la Corte por unos meses.
Fue profesor emérito de la Universidad de Buenos Aires, profesor titular en la Universidad de Belgrano, director del Instituto Argentino de Ciencia Política, entre otros cargos. En 2008 recibió el máximo galardón ofrecido por la Fundación Konex, el Premio Konex de Brillante, por su trabajo como juez en los últimos diez años.
En 2009 fue distinguido por la Fundación Internacional de Jóvenes Líderes con el premio "Referente de la Humanidad".
La Academia Nacional de Periodismo de Argentina le entregó el premio Pluma de Honor en 2014 «en mérito a la larga y destacada trayectoria en defensa de las libertades públicas y de pensamiento, tanto desde la política como desde la cátedra y la más alta magistratura judicial».
El 15 de septiembre de 2015, presentó su renuncia al cargo de miembro de la Corte Suprema de Justicia de la Nación, que se hizo efectiva a partir del 11 de diciembre del mismo año. La fecha de su renuncia se debió a que esperaba que su vacante no pudiera ser cubierta por la entonces presidenta Cristina Fernández de Kirchner, quien terminó su mandato el día 9 de diciembre de ese año. Sin embargo, Fernández de Kirchner intentó cubrir la vacante futura de Fayt con el juez Eugenio Sarrabayrouse, cuyo pliego no fue tratado por el Senado y fue finalmente retirado por el presidente entrante Mauricio Macri.
En 2002 el senador Jorge Yoma había solicitado el juicio político a Fayt por "mal desempeño y posible comisión de delito", por su actuación en una causa vinculada al Tribunal Superior de Justicia de La Rioja. Según el diario riojano El Independiente, el ministro Fayt se había reunido en "secreto" con el gobernador de La Rioja, Ángel Maza, y los dos funcionarios habían viajado a Buenos Aires en un vuelo no programado oficialmente. Esto lo habrían hecho junto al expresidente Carlos Menem, al solo efecto de "chequear" el ánimo del magistrado con relación a la causa, regresando de inmediato a la capital riojana. Ese mismo año la diputada Nilda Garré, solicitó el enjuiciamiento de Fayt, alegando que el magistrado había cometido "dolo deliberado" al ocultar un plazo fijo de su propiedad por más de 200 mil dólares, pero su pedido no prosperó. Falleció en Buenos Aires el 22 de noviembre de 2016, a los 98 años de edad.

## Caso Fayt sobre edad de retiro de los jueces
La Reforma constitucional argentina de 1994 estableció un límite para el desempeño de los jueces, una vez cumplida la edad de 75 años, disponiendo que para continuar luego de esa edad debían ser ratificados por plazos de cinco años (art. 99, inc. 4). Fayt inició juicio contra el Estado argentino y, en un polémico fallo de 1999, la Corte Suprema que él integraba aceptó su argumento y declaró nula esta norma constitucional con el fundamento de que el poder de la Convención Constituyente debía limitarse a los temas que le había fijado el Congreso, considerando que ello no había ocurrido al establecer el límite de edad para los jueces. El fallo le permitió a Fayt continuar como miembro de la Corte Suprema sin límite de tiempo, luego de cumplir 75 años de edad. Luego, otros jueces invocaron el «Caso Fayt» para invalidar la Constitución y continuar en sus cargos luego de cumplir 75 años.
En 2002, el entonces presidente Eduardo Duhalde criticó a Fayt y al fallo que invalidó parcialmente la Constitución, afirmando que "debió haber abandonado la Corte hace rato". En 2011 el juez Enrique Petracchi cumplió 75 años y continuó en su cargo. En 2014, el juez Eugenio Raúl Zaffaroni renunció a su cargo en la Corte, acatando explícitamente la norma constitucional. En 2015, Fayt renunció a su cargo cuando tenía 97 años. Elena Highton de Nolasco también continuó en su cargo luego de cumplir 75 años. 
Luego de la muerte de Fayt, en 2017, la Corte Suprema cambió la doctrina que lleva su nombre y validó la totalidad del texto de la Constitución Nacional en el caso "Schiffrin". En fallo dividido y con dos miembros que fueron convencionales constituyentes en 1994 (Maqueda y Rosatti), la Corte Suprema cambió su jurisprudencia, y estableció que:

...en efecto, el poder de la convención se encuentra limitado y debe actuar dentro de los estrictos límites que le fija el Congreso. Sin embargo, agregó dos cuestiones fundamentales. Los jueces deben actuar bajo un principio general de deferencia hacia la Convención Constituyente, dado que la convención representa de modo muy especial la voluntad soberana del pueblo. Y, en caso de dudas razonables, la Justicia debe preferir el criterio de la convención frente al propio. Y lo cierto es que la convención de 1994 de ningún modo merece ser vista como una "convención desbocada", dispuesta a arrasar con su mandato. Más bien, se trató de una convención (demasiado) tímida, que no mostró animadversión hacia ningún sector y que en el caso en examen contaba con cierta base textual para respaldar su decisión. Se trata de un punto importante en materia de interpretación constitucional: la voluntad popular tiene una especial primacía. Nos queda precisar, para el futuro, de qué modo se honra apropiadamente a esa misma voluntad popular cuando se redacta una carta constitucional.

## Pedido oficial de evaluación psicofísica
En 2015, la Comisión de Juicio Político de la Cámara de Diputados —a pedido del Jefe de Gabinete Aníbal Fernández y de legisladores del Frente para la Victoria — aprobó su solicitud de una evaluación psicofísica de Fayt, quien contaba en ese momento con 97 años: 

a fin de determinar si se encuentra capacitado para continuar ejerciendo en ese cargo debido a su avanzada edad.

## Pedidos de juicio político

### Manifestación de Fayt
Fayt también fue objeto de solicitudes de juicios políticos, ninguno de los cuales llegó a su término. Al respecto dijo Fayt:

Uno de ellos se debió a que un hombre que entonces era ministro me llamó para pedirme que avalara la pesificación. Ni lo atendí y, al día siguiente, me hicieron juicio político, sin fundamento alguno. Ahora, la Argentina tiene una verdadera Corte, que todavía tiene bastante por andar, pero por lo menos, en la Argentina se puede decir que hay dos poderes.

### Excusación por conflicto de intereses
En 2002, la diputada Nilda Garré solicitó el enjuiciamiento de Fayt, aduciendo que en un caso en que se debatía la pesificación de un plazo fijo en dólares el magistrado había retrasado su excusación. El juez se excusó por su eventual interés en la causa por ser titular de un plazo fijo en dólares y algunos de los miembros del Tribunal dudaban de que debiera excusarse, ya que el magistrado había aceptado anteriormente el canje del plazo fijo en bonos. Finalmente se aceptó la excusación y no intervino en el fallo.